# Wolfgang Heyda
Wolfgang Heyda (Arys, Oost-Pruisen, 14 november 1913 – Kiel, 21 augustus 1947) was een Duitse U-bootcommandant bij de Kriegsmarine tijdens de Tweede Wereldoorlog.

## Loopbaan
Wolfgang Heyda werd geboren in het huidige Orzysz in Oost-Pruisen, nu in Polen. Omstreeks de jaren 30 kwam hij in dienst bij de Reichsmarine en daarna bij de Kriegsmarine. Nadat Heyda een opleiding als bevelhebber-in-opleiding aan boord van de U 120 had gekregen, nam Luitenant-ter-zee Heyda het commando over van de U 434 op 21 juni 1941, en begon zijn eerste oorlogspatrouille op 11 november 1941. Bij Gibraltar geraakte Heyda verwikkeld in een grote konvooislag, en werd zelf het slachtoffer tijdens de strijd om de Atlantische Oceaan door de torpedojagers HMS Stanley en HMS Blankney. Commander Frederick Johnnie Walker, commandant van de 36ste Escorte Group bracht vier U-boten op zijn eerste oorlogspatrouille tot zinken met inbegrip van de U 434 in de buurt van Madeira. Heyda werd uiteindelijk krijgsgevangen genomen samen met de, op twee na, overlevenden van zijn gezonken onderzeeboot en afgevoerd naar het krijgsgevangenenkamp Bowmanville in Ontario, in de buurt van Toronto, Canada.

## Ontsnapping
Operatie Kiebitz, was een ontsnappingsplan waarbij Otto Kretschmer, Horst Elfe, Hans Ey en Hans-Joachim Knebel-Döberitz (de voormalige adjudant van admiraal Karl Dönitz) zouden ontsnappen en later opgepikt zouden worden door een U-boot die volgens afspraak, naargelang het plan, zou klaar liggen in een baai. Het vluchtplan werd uiteindelijk uitgevoerd in september 1943. De ontsnapping werd echter verijdeld, maar desondanks kon Heyda ontsnappen via elektrische draden over een hek van prikkeldraad. Hij reisde vervolgens 1.400 km naar Pointe de Maisonnette, New Brunswick bij Chaleur Bay, waar hij zou worden opgepikt door de bewuste U-boot.
De politiediensten in Canada en de Verenigde Staten begonnen met een speurtocht naar de ontsnapte krijgsgevangene. Heyda werd gevangengenomen op het strand van Pointe de Maisonnette waar het Canadese Leger en de Koninklijke Canadese marine de U-boot opwachtte tot die naar de oppervlakte zou komen (het RCN was een groot anti-onderzeeër Task Force onder leiding van HMCS Rimouski (K121) en deze lag verborgen in de omgeving). De Canadezen hadden notie gekregen van het ontsnappingsplan. Wolfgang Heyda werd meegenomen naar de vuurtoren van Pointe de Maisonnette waar luitenant-ter-zee Desmond Piers van de Canadese Marine, die het bevel over de operatie had, hem opwachtte. Daar werd Piers geconfronteerd met Heyda, die beweerde dat hij een toerist op vakantie was. Dieptebommen waren toen te horen in de baai, maar de commandant van de U 536, luitenant-ter-zee Rolf Schauenburg, die verrast werd door de aanstormende HMCS Rimouski en zijn begeleidingsschepen, ontdook de aanvallende oorlogsschepen en vluchtte naar de Atlantische Oceaan, om slechts zes weken later achtervolgd te worden door de Royal Canadian Navy die hem tot zinken bracht.
Heyda werd teruggebracht naar Kamp 30 en werd uiteindelijk vrijgelaten in mei 1947. Hij stierf aan polio op 21 augustus 1947 in de universiteitskliniek van Kiel, slechts drie maanden na zijn vrijlating. Wolfgang Heyda was nog geen 34 jaar toen hij stierf.

## Militaire loopbaan
- Offiziersanwärter: 1 april 1932[1]
- Seekadett: 4 november 1932[1]
- Fähnrich zur See: 1 april 1934[1]
- Oberfähnrich zur See: 1 september 1935[1]
- Leutnant zur See: 1 januari 1936[1]
- Oberleutnant: 1 oktober 1937[1]
- Kapitänleutnant: 1 oktober 1939[1]
- Korvettenkapitän: 1 augustus 1944[1][2]

## U-bootcommando
- U 120: 26 november 1940 - 19 mei 1941 - Geen oorlogspatrouille
- U 434: 21 juni 1941 - 16 december 1941 - 1 patrouille (47 dagen)